# Kevin Jäger
Kevin Jäger (* 25. August 1995 in Düsseldorf) ist ein deutscher Kraftdreikämpfer, der mehrere nationale und internationale Titel gewonnen hat.
Jäger gehört dem A-Kader des BVDK an. Er startete bis Ende 2015 für den Verein „Powerlifting Duisburg“ und wechselte dann zu „AC Siegfried Darmstadt“. Seit 2018 startet Jäger beim KSV Mainz 08 und unterstützt dort die Bundesligamannschaft.

## Erfolge
Jäger ist seit März 2017 der relativ punktbeste Bankdrücker der International Powerlifting Federation (IPF) seit Entstehung des Verbandes. Er ist seit 2014 ungeschlagen der beste Junioren-Bankdrücker der Welt.
Zu seinen Erfolgen zählen
- Gewinner der Arnold Schwarzenegger Classics 2017 im Bankdrücken
- World Games Teilnahme 2017
- Vierter Platz bei den Herren Weltmeisterschaften im Kraftdreikampf
- Weltmeister im Kraftdreikampf 2016  in der Junioren-Kategorie
- 6 × Weltmeister im Bankdrücken in den Jahren 2012–2017 im Einzelwettkampf
- 4 × Weltmeister im Bankdrücken 2012, 2013, 2015 und 2016 innerhalb des Kraftdreikampfes
- Deutscher Meister im Kraftdreikampf 2012–2016
- Europameister im Bankdrücken in den Jahren 2013–2016 im Rahmen des Kraftdreikampfs
- Vize-Europameister im Bankdrücken 2014 & 2015 im Einzelwettkampf der offenen Männerklasse
- Vize-Weltmeister im Bankdrücken 2014 im Rahmen des Kraftdreikampfs
- Vize-Europameister im Kraftdreikampf 2013 (Jugend)
- Vize-Weltmeister im Kraftdreikampf 2013 (Jugend)
- Deutscher Meister im Kreuzheben 2012
- 4 × Deutscher Jugend-Meister im Bankdrücken in den Jahren 2010–2015 & 2017